# Lucas van Valckenborch
Lucas van Valckenborch (ook Valckenborg en Valckenborch) (Leuven, 1535 - Frankfort, begraven op 2 februari 1597) was een Brabants kunstschilder die vooral landschappen en genrestukken schilderde. Hij werd beïnvloed door de stijl van Pieter Bruegel de Oude.

## Levensloop
Lucas van Valckenborch werd waarschijnlijk in Mechelen opgeleid. Hij is alleszins in het register van de plaatselijke Sint-Lucasgilde vermeld. Hij bracht ook tijd door in Antwerpen. Wie zijn leraar was is onbekend. In 1564 was Jaspar van der Linden zijn leerling.
De protestant Valckenborch verliet Mechelen in 1566, samen met zijn broer Marten van Valckenborch, Hans Vredeman de Vries en Hendrik Steenwijk de Oudere. Hij vestigde zich eerst in Antwerpen, en reisde daarna naar Luik en Aken.
Ze zouden terug naar Antwerpen gekomen zijn waar Lucas in contact kwam met landvoogd Matthias die van 1577 tot 1581 de landvoogd van de Habsburgse Nederlanden was. Lucas trad in 1579 in dienst van de landvoogd. Toen Matthias zijn ambt in 1581 neerlegde volgde Valckenborch zijn meester naar Linz. In 1592/93 trok hij naar Frankfurt waar zijn broer Marten al sinds 1586 verbleef. Hij verkreeg er in 1594 burgerrechten en overleed er in 1597.
Zijn broer Marten van Valckenborch en diens zonen Gillis van Valckenborch en Frederik van Valckenborch waren ook schilders.

## Werken
Lucas van Valckenborch was een landschapschilder en genreschilder in navolging van Pieter Bruegel de Oude. Hij had een voorkeur voor schilderijen van de seizoenen met taferelen van boeren aan het werk of aan het feesten en soms met religieuze figuren. Daarnaast schilderde hij marktscenes geplaatst gedurende de verschillende seizoenen. De landschappen zijn soms topografisch nauwkeurig, hoewel ze het oude concept van het zogenaamde "wereldlandschap" volgen en dus in feite uit de verbeelding zijn ontstaan. Hoewel formeel gebaseerd op het concept van de landschapschilderkunst met menselijke figuren dat door Pieter Bruegel de Oude werd gepopulariseerd, onderscheiden Lucas van Valckenborchs werken zich doordat ze de nadruk leggen op een realistische weergave van het boerenleven op een haast documentaire manier. Een voorbeeld hiervan is het Landschap met dansende boeren (in het Hermitage), waarin hij ook een zelfportret van zichzelf begeleid door Joris Hoefnagel en Abraham Ortelius opnam.
Hij schilderde ook portretten voor landvoogd Matthias.

## Culturele referentie
Lucas van Valkenborch wordt vermeld door de Duitse schrijver W.G. Sebald in zijn boek Austerlitz waarin hij het schilderij Zicht op Antwerpen met de bevroren Schelde (1590) beschrijft.

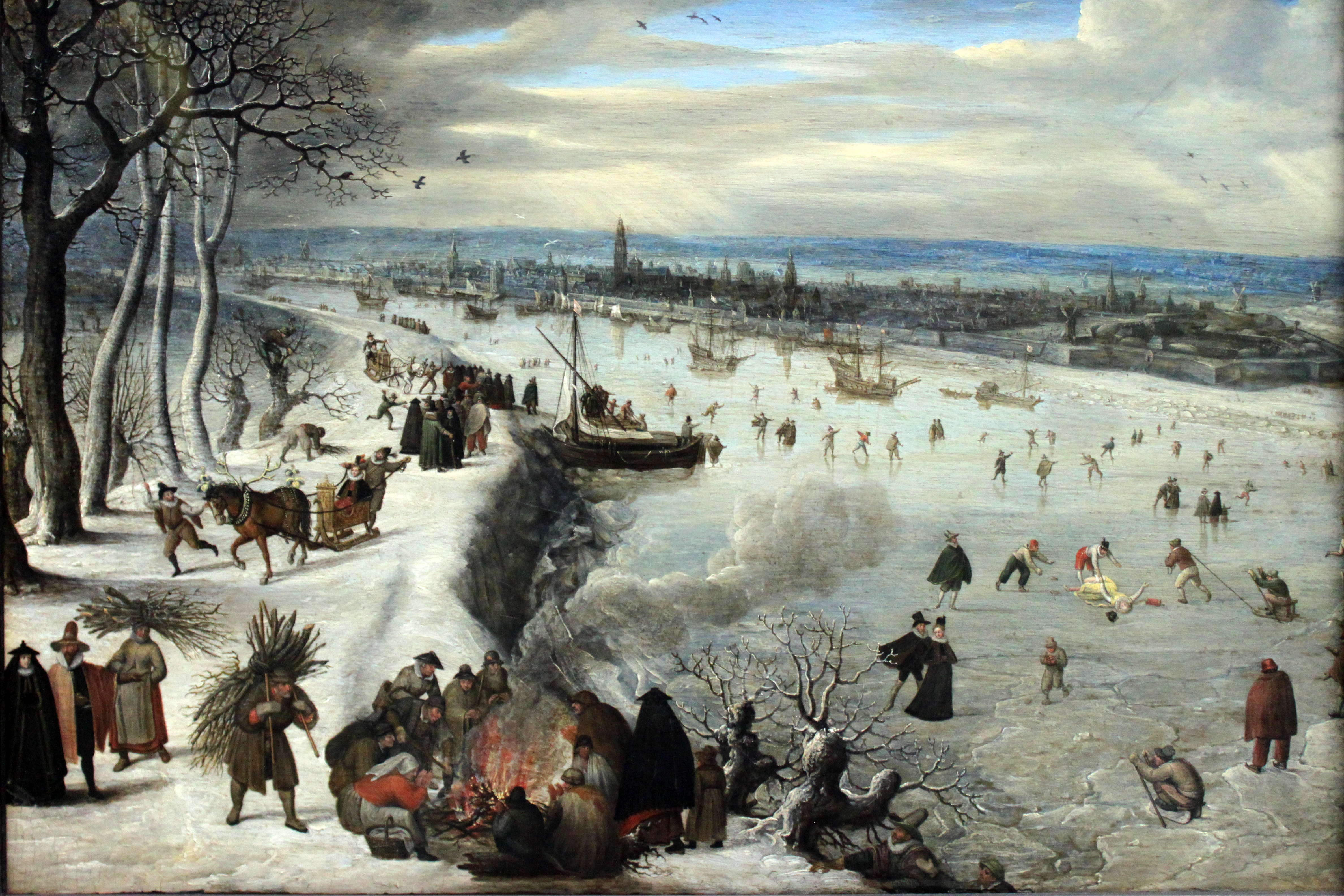
Zicht op Antwerpen met de bevroren Schelde (1589 of 1593) in het Städel Museum
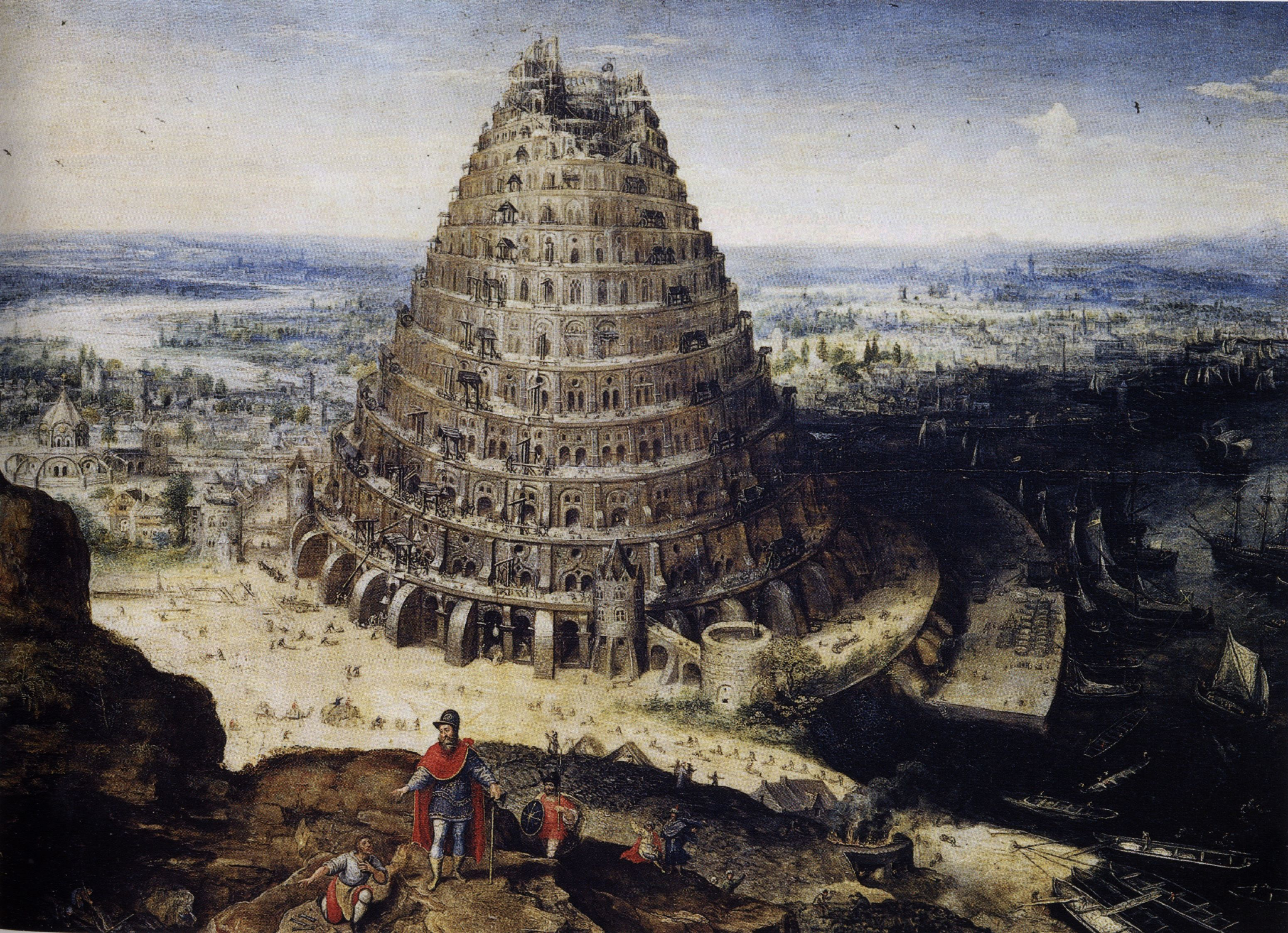
Toren van Babel in het Louvre
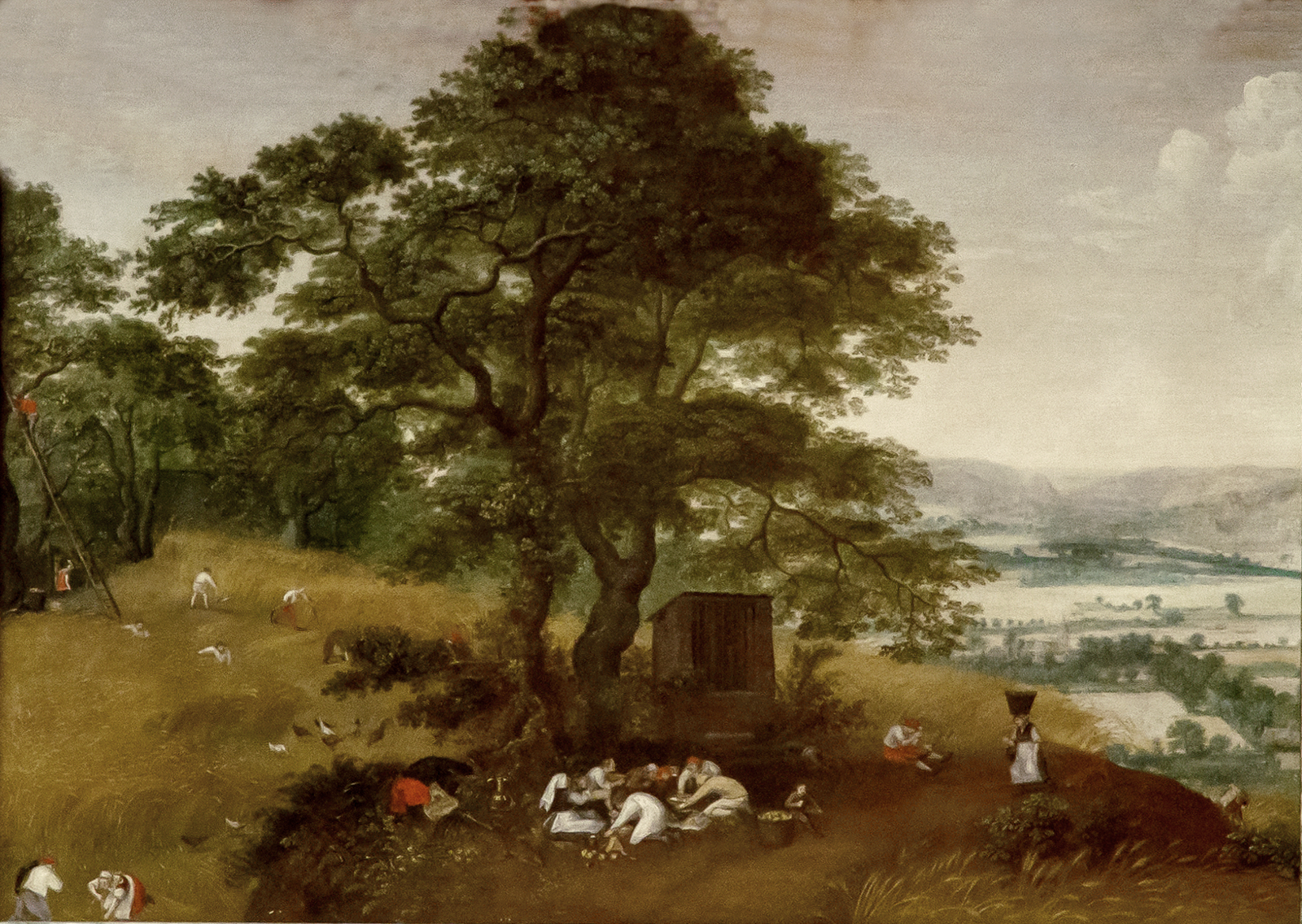
De oogst in het Museum voor Schone Kunsten in Rijsel
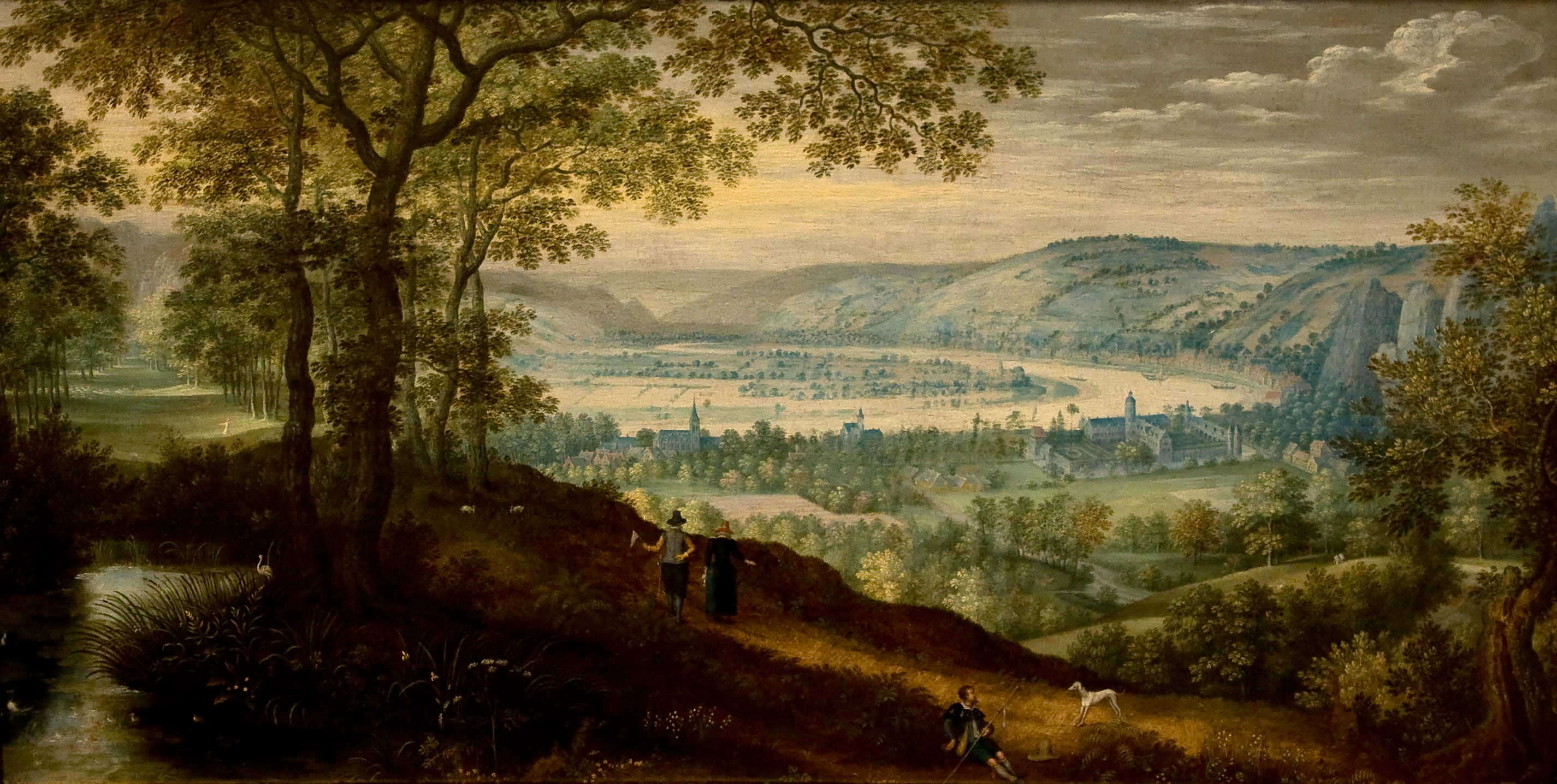
Landschap bij Dinant in het Museu Nacional de Arte Antiga
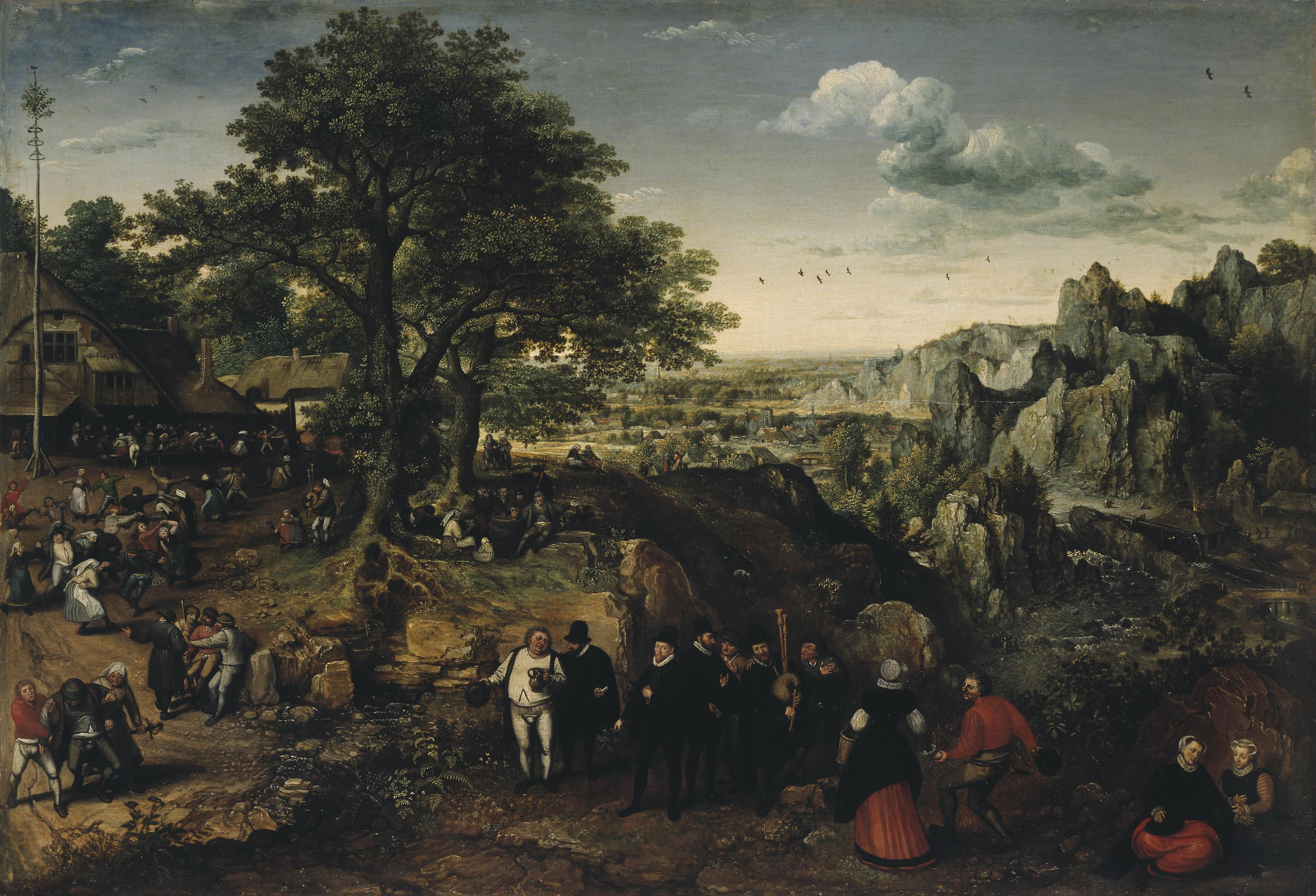
Landschap met dansende boeren in het Hermitage